# Železniční trať Rrogozhinë–Fier

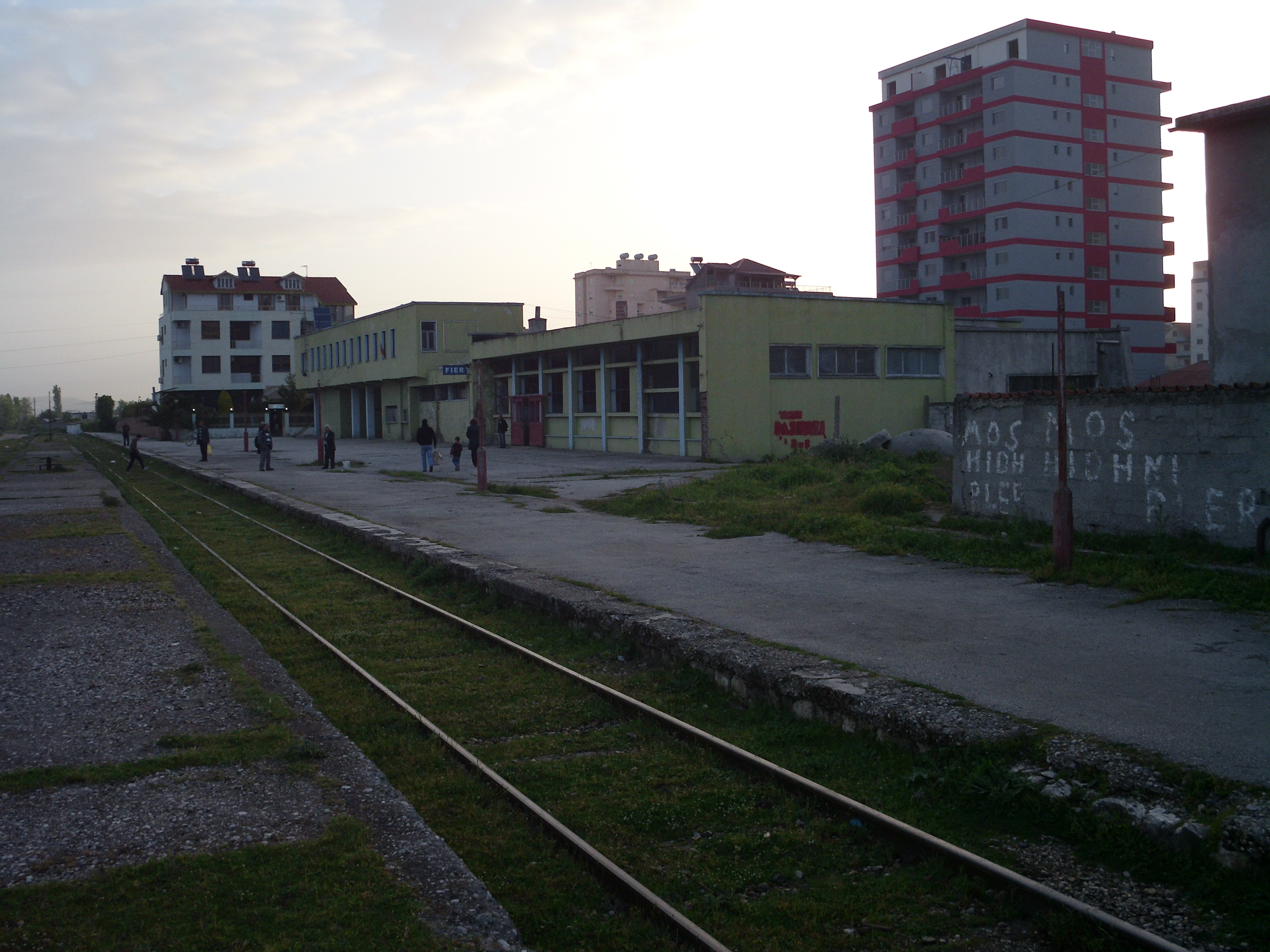
Nádraží ve Fieru.

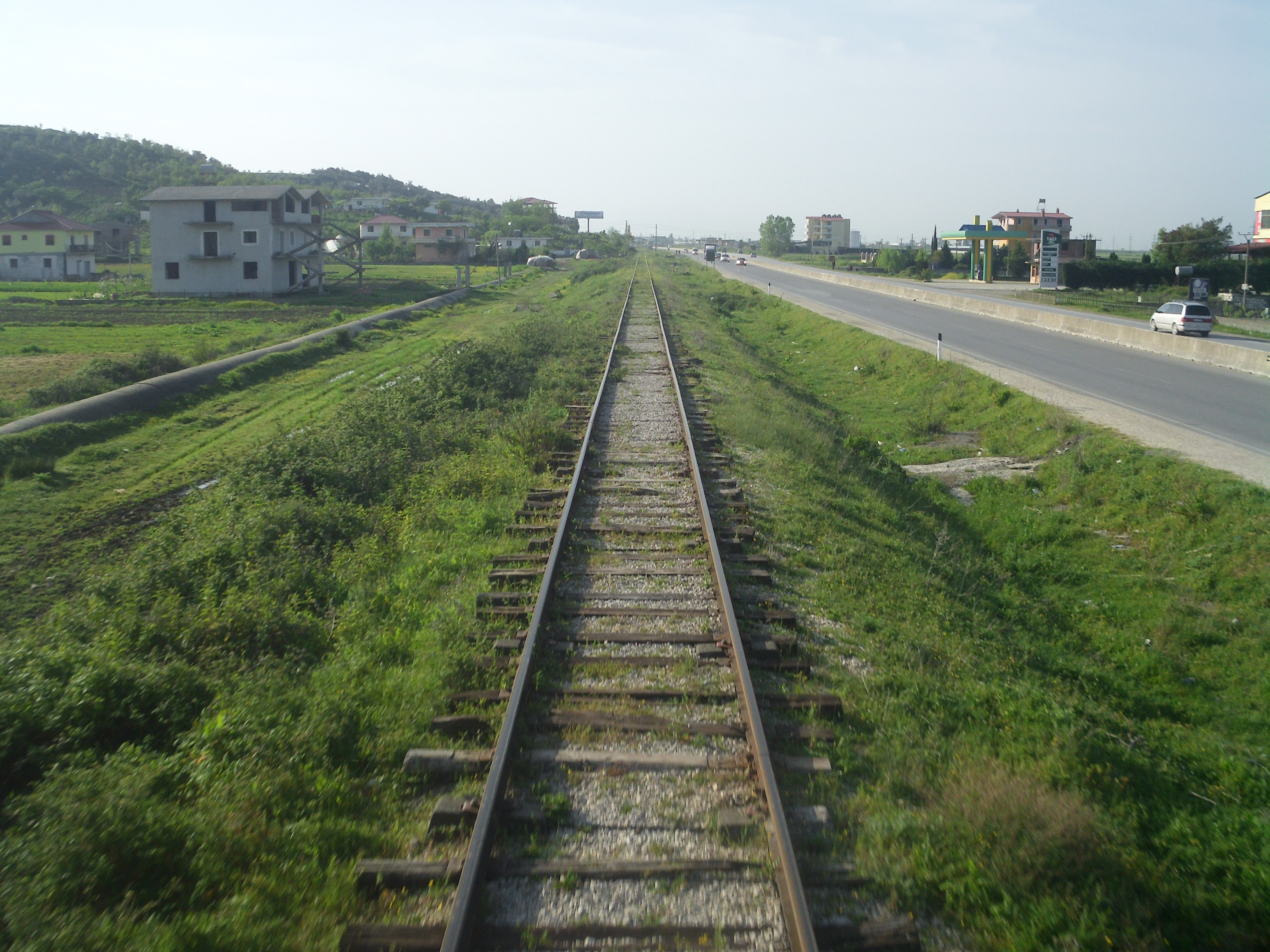
Trať na úseku Libofsht – Gradisht.

Železniční trať Rrogozhinë–Fier (albánsky Hekurudha Rrogozhinë–Fier) se nachází na rozmezí střední a jižní Albánie. Dlouhá je 53 km, je jednokolejná a neelektrizovaná.

## Historie
Rozšíření albánské železniční sítě směrem na jih z města Rrogozhinë, kam byla železnice zavedena roku 1947, si vynutila potřeba rozvoje průmyslu. Jižně od řeky Shkumbin se totiž nacházela ropná pole, a v blízkosti města Elbasan potom i rafinérie na její zpracování. V roce 1957 bylo v blízkosti města Fier odhaleno i naleziště zemního plynu. V roce 1968 byla ve Fieru zbudována rafinerie; roku 1978 byl v Ballshi otevřen závod na zpracování ropy.
Výstavba tratě byla zorganizována novou státní společností, která sídlila ve městě Lushnjë. Stavební práce začaly dne 3. února 1967 na prvních třech úsecích tratě. Od února 1968 pak probíhala výstavba po celé její délce. Albánský stát vybudoval trať vlastními silami, na stavební práce použil mládežnické brigády. Vozový park zajistila Čínská lidová republika, se kterou měla Albánie v dané době velmi dobré vzájemné vztahy.
Slavnostní otevření trati se uskutečnilo dne 12. října 1968. Místy vedla hornatým terénem; některé její úseky mají sklon až 9 promile. Na trati se nachází jeden tunel v blízkosti vesnice Koshovicë a značný počet mostů. Nejdelší z nich (Seman) má délku 179 m.

## Stanice
- Rrogozhinë
- Dushk
- Lushnjë
- Gradisht
- Libofsh
- Fier